# Манчева базилика
Манчевата или Попарнишката базилика (на македонска литературна норма: Манчева базилика) е раннохристиянска православна базилика, чиито руини са открити в град Охрид, югозападната част на Северна Македония.
Базиликата е открита близо до катедралната църква „Света София“ във Вароша, в посока към Античния театър, в двора на семейство Манчевци. В 2007 година са изследвани около 200 m2 и са разкрити части от северния и централния кораб. Базиликата е една от деветте раннохристиянски базилики в града и е датирана към IV – V век. Има добре запазени подови мозайки, характерни за епохата. Особено важен е дарителският надпис, в който се споменават имената на Тома и Йоан, които най-верояно са изградили църквата. В долните части на стените са открити фрагменти от стенописи. Открити са и фрагменти от мраморна декоративна пластика.
На 16 януари 1981 година е обявена за паметник на културата под името Археологически обект на ул. „Илинденска“ („Манчевци“).
В 2011 – 2013 година Институтът за защита на паметниците на културата и музей – Охрид извършва консервация и частична реконструкция на някои елементи от базиликата и тя е открита за посетители.
- Мозайки от базиликата